# Bataille des Salomon orientales
Vous lisez un « bon article » labellisé en 2013.
Pour un article plus général, voir Bataille de Guadalcanal.
Seconde Guerre mondiale - Guerre du Pacifique
Batailles
Campagne de Guadalcanal

Terrestres : 
- Tulagi et Gavutu–Tanambog
- Tenaru
- Edson's Ridge
- Rivière Matanikau
- Henderson Field
- Offensive de la Matanikau
- Koli Point
- Carlson's patrol
- Monts Austen

Navales :
- Île de Savo
- Salomon orientales
- Cap Espérance
- Îles Santa Cruz
- Bataille navale de Guadalcanal
- Tassafaronga
- Ke
- Îles de Renell

La bataille des Salomon orientales (également connue sous les noms de bataille des îles Stewart et de seconde bataille des Salomon (第二次ソロモン海戦) dans les sources japonaises), qui eut lieu les 24 et 25 août 1942, fut la troisième bataille aéronavale du théâtre Pacifique de la Seconde Guerre mondiale et le second engagement majeur entre la marine impériale japonaise et la marine américaine durant la bataille de Guadalcanal. Comme lors des batailles de la mer de Corail et de Midway, les deux flottes n'entrèrent jamais en contact visuel et toutes les attaques furent menées par l'intermédiaire de l'aviation embarquée ou des appareils basés à terre.
À la fin de la bataille, aucun des deux camps ne semblait avoir remporté une victoire claire car les pertes respectives étaient plus ou moins équivalentes. Néanmoins, d'un point de vue stratégique, la bataille est considérée comme une victoire alliée car l'arrivée des renforts japonais destinés à la bataille de Guadalcanal fut retardée et les Japonais n'essayèrent plus de ravitailler Guadalcanal que lors d'opérations nocturnes.

## Contexte
Le 7 août, les forces alliées, principalement américaines, débarquèrent à Guadalcanal, Tulagi et sur les Îles Florida dans les Îles Salomon. Les débarquements sur ces îles devaient permettre d'empêcher les Japonais de les utiliser pour menacer les routes de ravitaillement entre les États-Unis et l'Australie. Leur contrôle pourrait également servir à isoler la grande base japonaise de Rabaul et jouer un rôle de soutien pour la campagne de Nouvelle-Guinée. Les débarquements marquèrent le début de la bataille de Guadalcanal qui dura près de six mois.

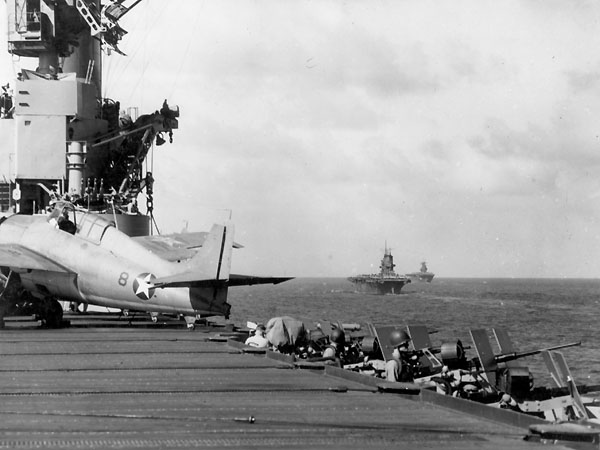
Les porte-avions américains USS Wasp (premier plan), USS Saratoga et USS Enterprise en opération au sud de Guadalcanal le 12 août 1942.

Les débarquements alliés étaient directement soutenus par l'aviation embarquée de trois porte-avions américains, l'USS Saratoga, l'USS Enterprise et l'USS Wasp et par leurs forces opérationnelles (Task Forces) composées de cuirassés, de croiseurs et de destroyers. Le commandant des trois groupes aéronavals était le vice-amiral Fletcher dont le navire amiral était l'USS Saratoga. Les appareils des trois porte-avions fournirent un appui aérien rapproché aux forces d'invasion et affrontèrent les avions japonais venant de Rabaul.
La réussite des débarquements fut ternie par la bataille de l'île de Savo de la nuit du 8 au 9 août au cours de laquelle, une force de sept croiseurs japonais profita de l'obscurité pour attaquer et couler trois croiseurs américains et un australien. Les porte-avions américains restèrent dans le Pacifique Sud pour défendre les routes de ravitaillement, soutenir les troupes alliées au sol sur Guadalcanal et engager tous les navires japonais arrivant à portée.
Entre les 15 et 20 août, les porte-avions américains assurèrent la livraison de chasseurs et de bombardiers sur le terrain d'Henderson Field sur Guadalcanal. Cet aérodrome joua un rôle décisif dans l'ensemble de la campagne des îles Salomon car, celui qui contrôlait la base, contrôlait plus ou moins l'espace aérien local.
Pris par surprise par l'offensive alliée dans les îles Salomon, la marine de l'amiral Isoroku Yamamoto et l'armée japonaise planifièrent une contre-offensive pour chasser les Alliés de Guadalcanal et de Tulagi. Cette contre-attaque fut appelée Opération Ka (Ka venant de la première syllabe de Guadalcanal telle qu'elle est prononcée en japonais) dont l'objectif principal était la destruction des forces navales alliées dans le Pacifique Sud et en particulier la neutralisation des porte-avions américains.

## Bataille

### Prélude
Un convoi transportant 1 411 soldats japonais du 28e régiment d'infanterie Ichiki de même que plusieurs centaines de troupes d'infanterie de marine quitta la grande base japonaise de Truk (Chuuk) le 16 août en direction de Guadalcanal. Le convoi était escorté par le croiseur léger Jintsu, huit destroyers et quatre patrouilleurs commandés par le contre-amiral Raizo Tanaka se trouvant à bord du Jintsu. Une flotte de huit croiseurs lourds sous le commandement du vice-amiral Gunichi Mikawa quitta également Rabaul pour protéger le convoi. Il s'agissait des mêmes croiseurs qui avaient battu la force navale alliée lors de la bataille de l'île de Savo quelques semaines auparavant. Tanaka planifia de débarquer ses troupes à Guadalcanal le 24 août.

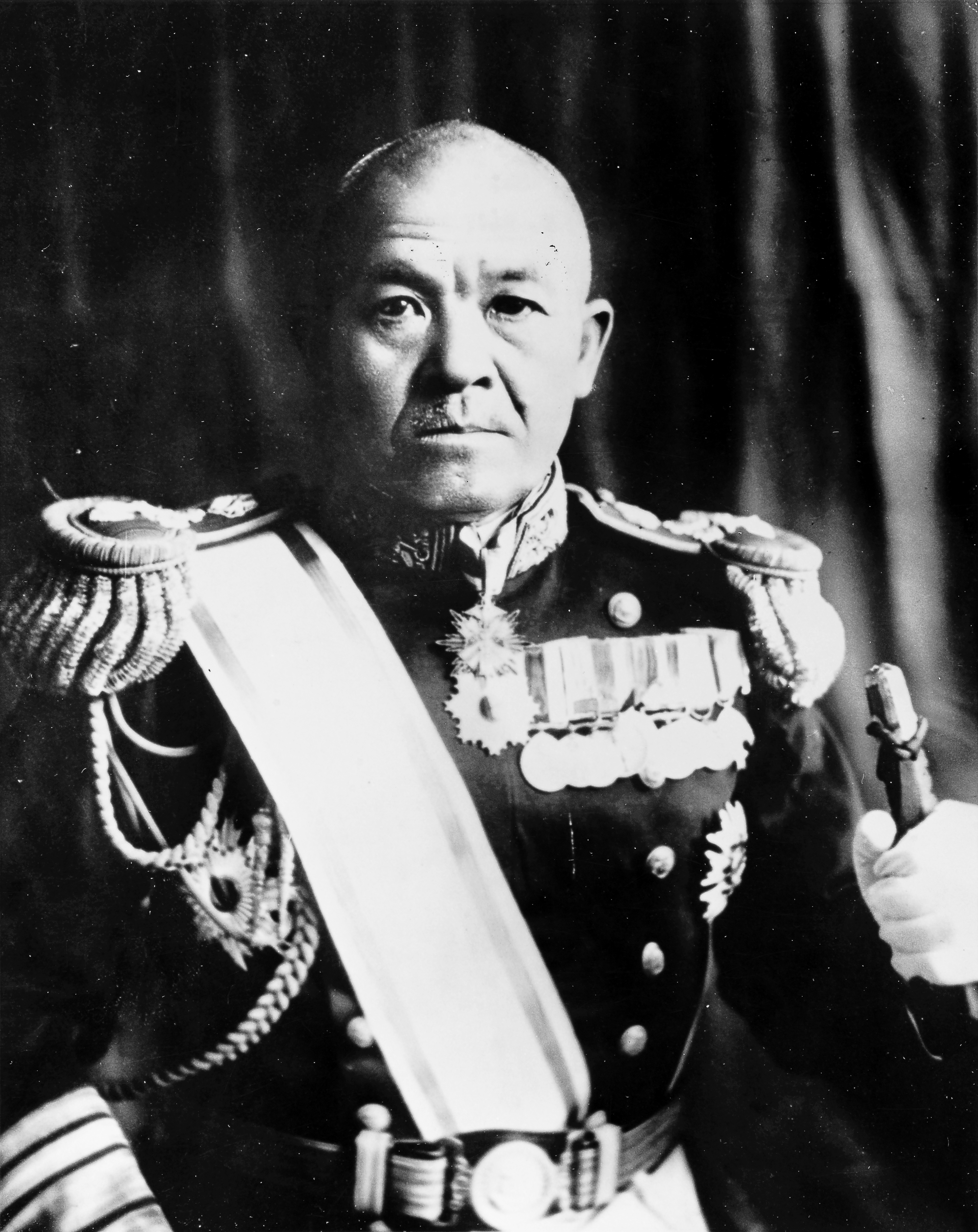
Le vice-amiral japonais Chuichi Nagumo.

Le 21 août, le reste de la composante navale de l'opération Ka quitta Truk en direction du sud des Salomon. Les navires étaient répartis en trois groupes : le « groupe principal » du vice-amiral Chuichi Nagumo incluant les porte-avions Shokaku et Zuikaku, le porte-avion léger Ryūjō, un croiseur lourd et huit destroyers ; la « force d'avant-garde » formée de deux cuirassés, de trois croiseurs lourds, d'un croiseur léger et de trois destroyers sous le commandement du contre-amiral Hiroaki Abe ; la « force avancée » composée de cinq croiseurs lourds, d'un croiseur léger, de six destroyers et du transport d'hydravions Chitose commandée par le vice-amiral Nobutake Kondo. Une force d'environ 100 bombardiers, chasseurs et appareils de reconnaissance stationnés à Rabaul et sur les îles alentour devaient fournir un soutien à l'attaque. Le groupe principal de Nagumo s'était positionné en arrière des deux autres forces pour éviter d'être repéré par les appareils de reconnaissance américains.
Le plan Ka prévoyait que dès la localisation des porte-avions américains, soit par des appareils de reconnaissance japonais ou par l'un des navires de surface, les porte-avions de Nagumo lanceraient une attaque pour les détruire. Une fois les porte-avions américains neutralisés, les flottilles de Abe et de Kondo pourraient engager et détruire les autres forces navales alliées lors d'un affrontement conventionnel à l'artillerie. Ensuite, les navires japonais pourraient bombarder et neutraliser Henderson Field tout en couvrant la reconquête de Guadalcanal et de Tulagi par les troupes au sol.
En réponse à un affrontement entre les Américains et les Japonais sur Guadalcanal le 19-20 août, le groupe aéronaval de Fletcher retourna vers Guadalcanal depuis sa position à 640 km au sud. Les porte-avions américains devaient soutenir les marines, protéger Henderson Field et neutraliser les forces navales japonaises arrivant pour renforcer les soldats japonais dans la bataille terrestre de Guadalcanal.

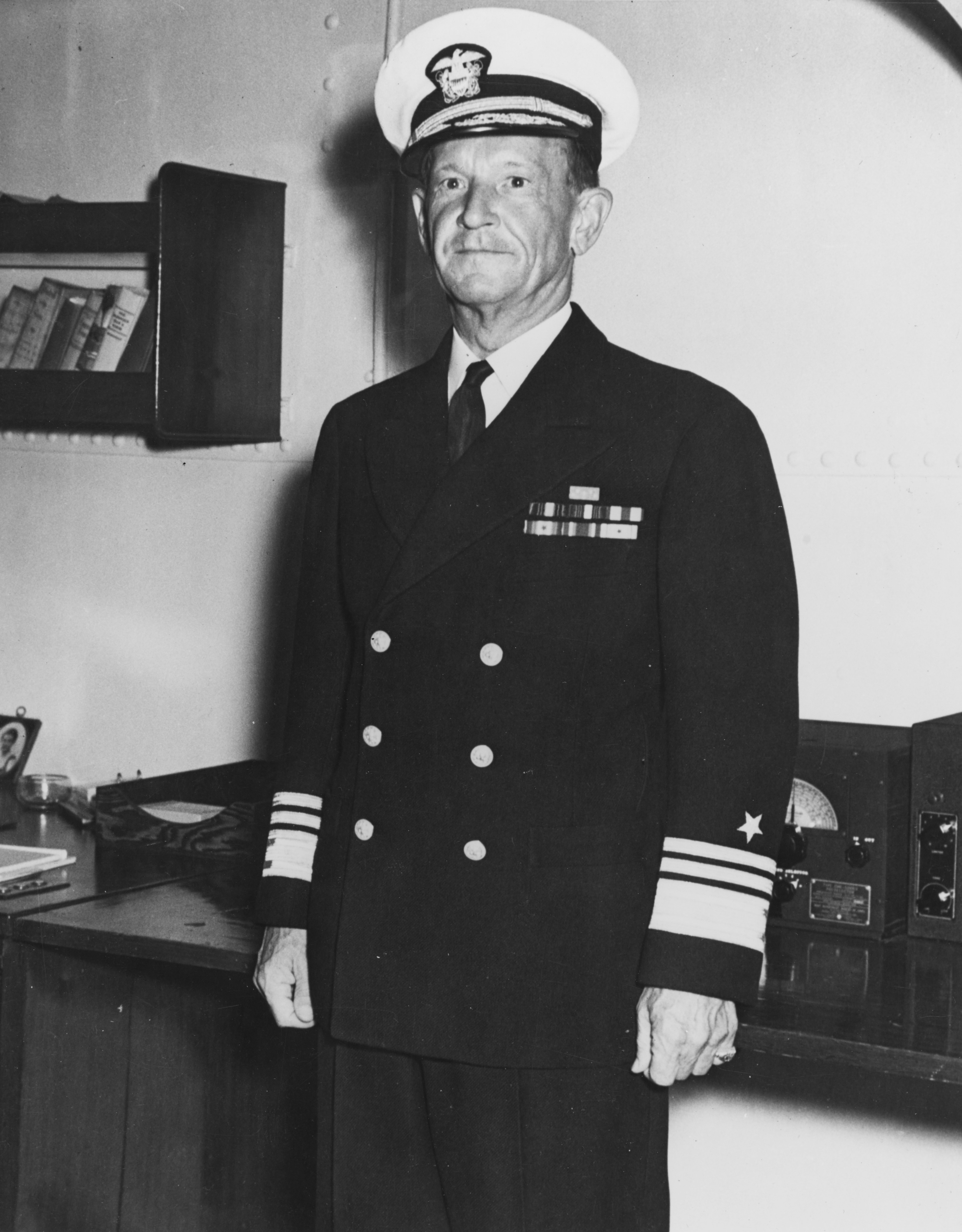
Le vice-amiral américain Frank J. Fletcher

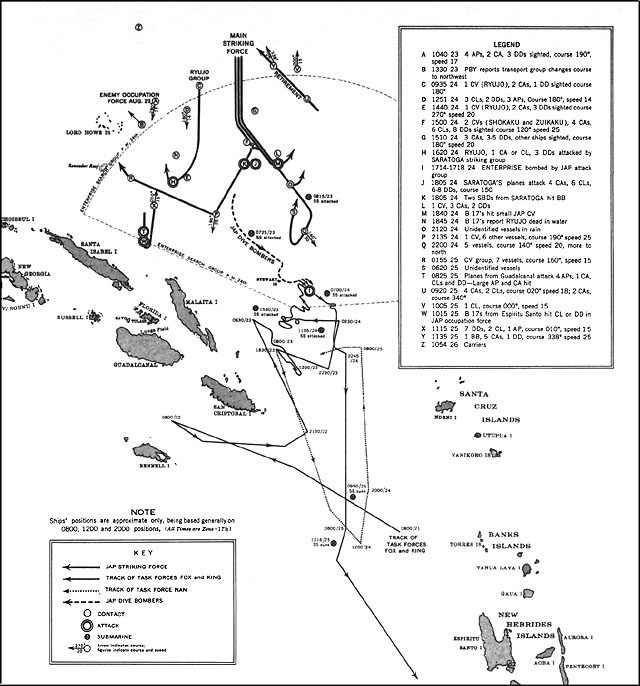
Carte américaine de 1943 montrant les parcours approximatifs des forces navales japonaises (en haut) et américaines (en bas) du 23 au 25 août 1942. Guadalcanal est l'île de forme ovale au centre-gauche de la carte.

Les flottes japonaises et alliées continuèrent de se rapprocher l'une de l'autre le 22 août. Même si les deux camps réalisèrent d'intenses opérations de reconnaissance, aucune flotte ne fut repérée. Du fait de la disparition de l'un de leurs appareils de reconnaissance (abattu par un chasseur de l'USS Enterprise avant qu'il n'ait pu envoyer un message radio), les Japonais suspectaient fortement la présence de porte-avions américains dans la zone. Les forces américains ignoraient cependant la disposition et la force de la flotte japonaise en approche.
À 9 h 50 le 23 août, un hydravion américain PBY Catalina basé à Nendo dans les îles Santa Cruz repéra le convoi de Tanaka. Dans la fin de l'après-midi, sans autre observation des navires japonais, deux escadrilles d'attaque de l'USS Saratoga et de Henderson Field furent envoyées pour intercepter le convoi japonais. Tanaka savait cependant qu'il serait attaqué après avoir été repéré et il modifia son cap dès que le Catalina eut quitté la zone. Après que Tanaka eut rapporté à ses supérieurs qu'il avait perdu du temps lors de son détour pour éviter les appareils alliés, les débarquements à Guadalcanal furent reportés au 25 août. Comme aucun porte-avion n'avait été repéré et comme aucun rapport des services de renseignement n'indiquaient leur présence dans la zone, Fletcher décida le 23 août à 18 h 23 de détacher l'USS Wasp (qui commençait à manquer de carburant) et le reste de la TF 18 pour qu'ils aillent se ravitailler au sud de l'île d'Éfaté. Par conséquent, l'USS Wasp et son escorte ne participèrent pas à la bataille à venir.

### 24 août
À 1 h 45 le 24 août, Nagumo ordonna au contre-amiral Chūichi Hara de mener le porte-avion léger Ryūjō, le croiseur lourd Tone et les destroyers Amatsukaze et Tokitsukaze en avant de la principale flotte japonaise pour lancer une attaque aérienne contre Henderson Field à l'aube. La mission du Ryūjō était essentiellement une demande de Nishizo Tsukahara, le commandant naval de Rabaul pour neutraliser Henderson Field. La décision a également pu être proposée par Nagumo pour détourner l'attention des Américains afin que le reste de ses navires puissent approcher la flotte américaine sans être repérés et pour offrir une protection et une couverture aérienne aux convois de Tanaka. La plupart des appareils du Shokaku et du Zuikaku étaient prêts à décoller à tout moment si les porte-avions américains étaient repérés. Entre 5 h 55 et 6 h 30, des appareils des porte-avions américains (essentiellement de l'USS Enterprise) renforcés par des “Catalinas” basés à Ndeni furent envoyés pour des missions de reconnaissance.
À 9 h 35, un Catalina fit la première observation du groupe du Ryūjō. Plusieurs autres appareils américains repérèrent le Ryūjō et d'autres navires du convoi dans la matinée. Tout au long du matin et du début de l'après-midi, les avions de reconnaissance américains repérèrent plusieurs sous-marins et appareils de reconnaissance japonais, ce qui poussa Fletcher à croire que les Japonais connaissaient la position de ses navires alors que cela n'était pas encore le cas. Pourtant, Fletcher hésita à émettre un ordre d'attaque contre le groupe du Ryūjō jusqu'à ce qu'il soit sûr qu'aucun autre porte-avion japonais n'était dans la zone. Finalement, sans confirmation de la présence ou de la position d'autres porte-avions japonais. Fletcher lança une escadrille de 38 appareils de l'USS Saratoga contre le groupe du Ryūjō à 13 h 40. Il conserva néanmoins des appareils de réserve à bord des deux porte-avions au cas où le groupe aéronaval japonais serait repéré.
À 12 h 20, le Ryūjō lança 6 bombardiers “Kate” et 15 chasseurs A6M3 “Zero” pour mener une attaque contre l'aérodrome de Henderson Field en conjonction avec 24 bombardiers “Betty” et 14 “Zeros” de Rabaul. Sans en informer les appareils du Ryūjō, l'escadrille de Rabaul retourna à sa base à 11 h 30 à cause des mauvaises conditions météorologiques. Les avions du Ryūjō furent repérés par le radar de l'USS Saratoga alors qu'ils volaient en direction de Guadalcanal et permirent de préciser la position de la flotte japonaise en préparation de l'imminente attaque américaine. L'escadrille du Ryūjō arriva à Henderson Field à 14 h 23 et affronta les chasseurs de la base tout en bombardant l'aérodrome. Lors de l'affrontement, trois “Kate”, trois “Zero” et trois chasseurs américains furent abattus et l'aérodrome ne fut que légèrement endommagé.
À 14 h 25, un appareil de reconnaissance japonais du croiseur Chikuma repéra les porte-avions américains. L'avion eut le temps d'envoyer son message avant d'être abattu et Nagumo ordonna immédiatement le lancement d'une attaque aérienne depuis le Shokaku et le Zuikaku. La première vague (27 bombardiers en piqué “Val” et 15 “Zero”) décolla à 14 h 50 et partit en direction de l'USS Enterprise et de l'USS Saratoga. Au même moment, deux appareils de reconnaissance américains repérèrent finalement le groupe aéronaval japonais. Des problèmes de communication empêchèrent néanmoins Fletcher de recevoir les rapports d'observation. Avant de quitter la zone, les deux appareils attaquèrent le Shokaku mais ne causèrent que des dégâts insignifiants. Une seconde vague de 27 “Val” et de 9 “Zero” fut lancée par les porte-avions japonais à 16 h. La force d'avant-garde du contre-amiral Abe se dépêcha de progresser en prévision de la confrontation navale qu'elle aurait avec les navires américains après la tombée de la nuit.

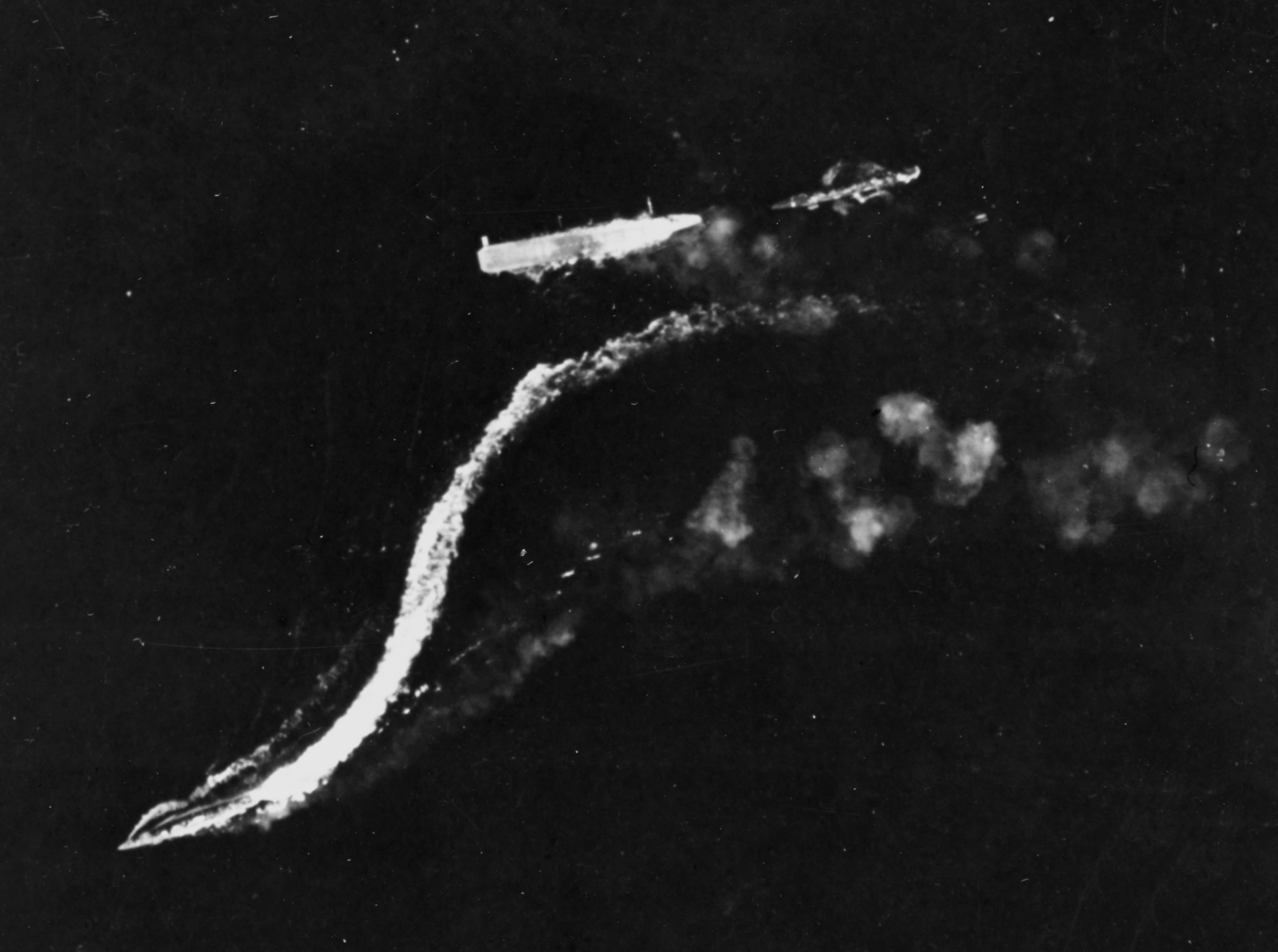
Photographie du porte-avion léger Ryūjō (centre-droit) endommagé prise par des “B-17” volant à haute altitude le 24 août 1942. Le destroyer Amatsukaze (centre-bas) s'éloigne à pleine vitesse du Ryūjō et le Tokitsukaze (peu visible, centre-droit) s'écarte de la poupe du Ryūjō pour éviter les bombes.

À ce moment, l'escadrille de l'USS Saratoga commença son attaque contre le Ryūjō. Le navire fut touché par trois ou cinq bombes et peut-être une torpille qui tuèrent 120 marins. L'équipage abandonna le navire sévèrement endommagé à la tombée de la nuit et il sombra peu de temps après. Les destroyers Amatsukaze et Tokitsukaze récupérèrent les survivants du Ryūjō et les pilotes de sa force d'attaque qui durent amerrir. Plusieurs “B-17” américains attaquèrent le Ryūjō endommagé mais ne causèrent pas d'autres dégâts. Après la fin des opérations de sauvetage, les deux destroyers et le Tone rejoignirent le groupe principal de Nagumo.
À 16 h 2, toujours en attente d'un rapport final sur la position des porte-avions japonais, les radars des deux porte-avions américains repérèrent l'approche de la première vague japonaise. 53 chasseurs “Wildcat” des deux porte-avions américains furent guidés par le contrôle radar jusqu'à la position des assaillants. Néanmoins, les problèmes de communication et d'I.F.F. ainsi que l'escorte efficace des “Zeros” empêchèrent une véritable interception des bombardiers en piqué japonais. Juste avant le début de l'attaque japonaise, l'USS Enterprise et l'USS Saratoga dégagèrent leurs ponts d'envol en lançant les appareils gardés en réserve pour attaquer les porte-avions japonais. Ces avions reçurent l'ordre de voler vers le nord et d'attaquer tout ce qu'ils trouveraient ou de voler en cercle autour de la zone des combats jusqu'à ce qu'ils puissent revenir en sécurité.

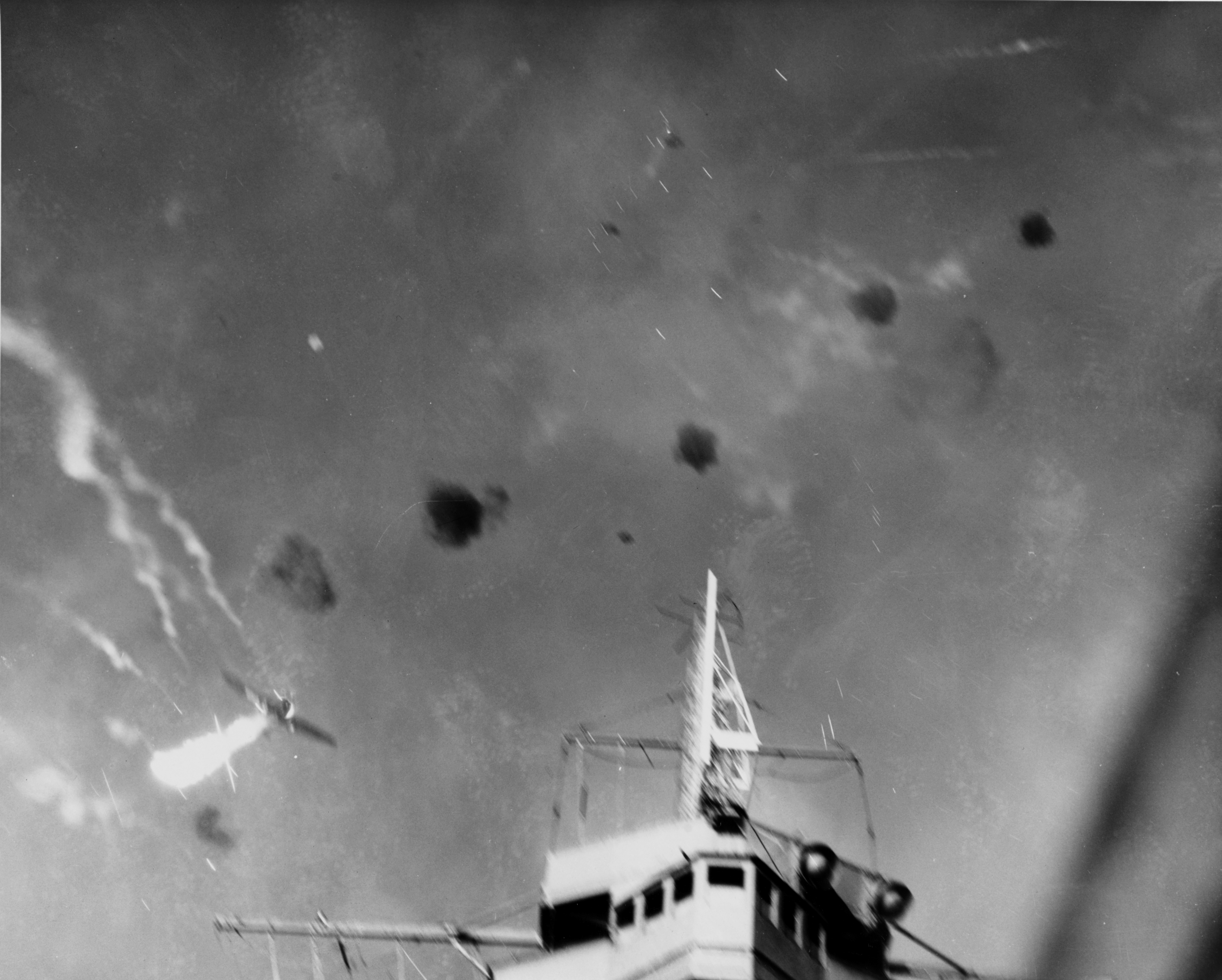
Un bombardier en piqué “Val” japonais est abattu par la défense anti-aérienne.

À 16 h 29, les bombardiers en piqué japonais commencèrent leurs attaques. Il y eut quelques tentatives contre l'USS Saratoga mais les appareils se tournèrent rapidement contre le porte-avions voisin et l'USS Enterprise dut affronter la quasi-totalité de l'offensive japonaise. Plusieurs “Wildcats” suivirent les Vals dans leur piqué afin d'empêcher leur attaque en dépit de l'intense défense antiaérienne de l'USS Enterprise et des navires d'escorte. Jusqu'à quatre “Wildcats” furent abattus par les tirs antiaériens américains ainsi que plusieurs “Vals”.
Grâce à l'efficace rideau d'obus antiaériens des navires américains et aux manœuvres évasives, les bombes des neuf premiers Vals manquèrent l'USS Enterprise. À 16 h 44, une bombe antiblindage et à action retardée traversa le pont d'envol près de l'ascenseur arrière et perça trois ponts avant d'exploser sous la ligne de flottaison en tuant 35 marins et en blessant 70 autres. Le porte-avions développa une légère gite à cause de l'entrée d'eau mais l'intégrité de la coque n'était pas menacée.
Juste 30 secondes plus tard, la bombe du “Val” suivant tomba à 4,6 m du point d'entrée de la première bombe. La détonation entraina l'explosion des munitions de l'un des canons de 127 mm à proximité, tuant 35 marins et déclenchant un grand incendie.

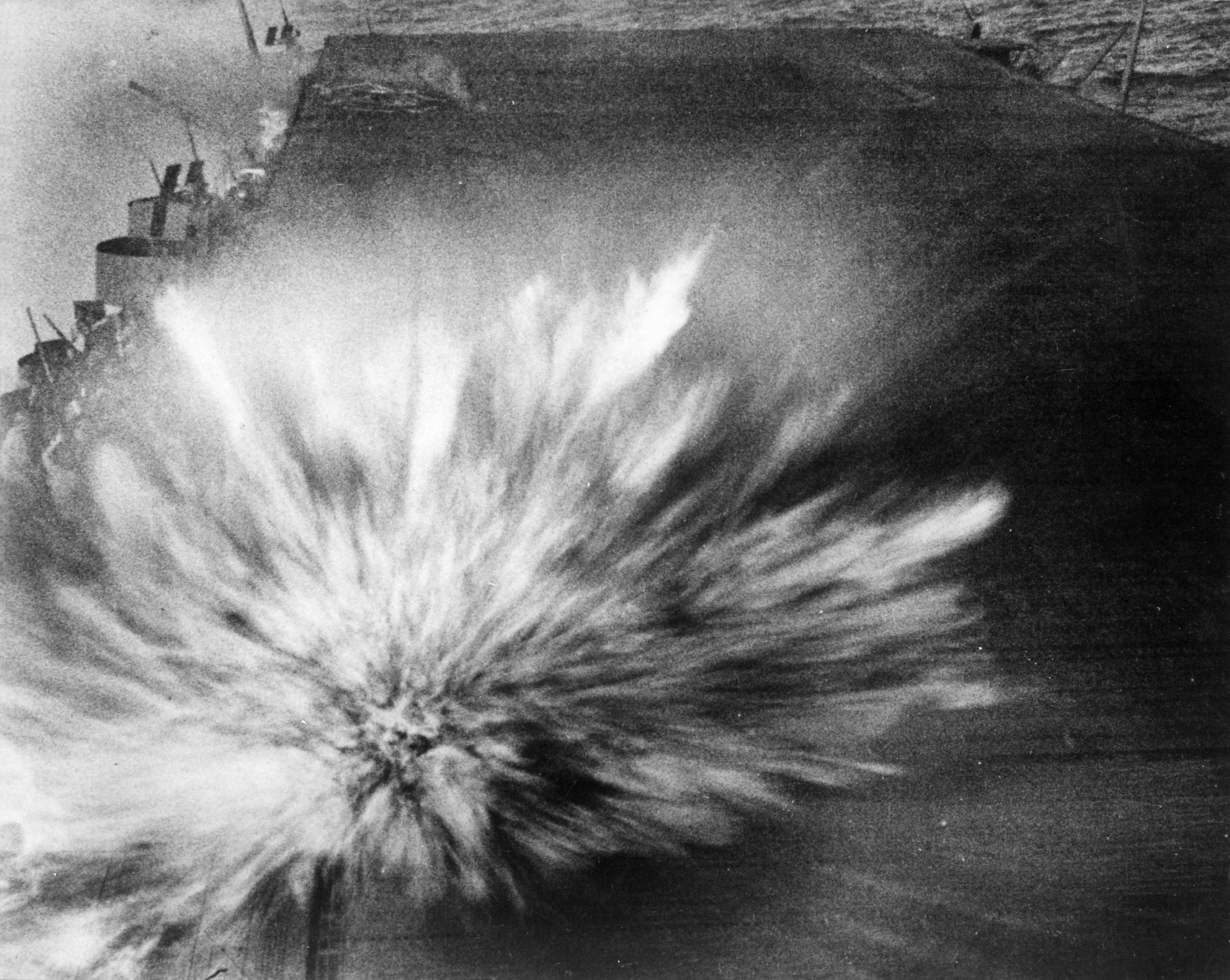
La troisième bombe japonaise explose sur le pont d'envol de l'USS Enterprise. On peut voir de la fumée en haut à gauche où sont tombées les deux premières bombes.

Une minute plus tard, à 16 h 46, une troisième bombe toucha le pont d'envol de l'USS Enterprise plus en avant que les deux autres. L'explosion créa un trou de 3 m de diamètre dans le pont mais ne causa pas d'autres dommages. Quatre “Vals” attaquèrent le cuirassé USS North Carolina mais toutes leurs bombes manquèrent leur cible et les quatre appareils furent abattus par la DCA ou par des chasseurs. L'attaque cessa à 16 h 48 et les appareils japonais survivants se rassemblèrent en petits groupes pour retourner à leurs navires.
Les deux camps pensèrent avoir infligé de plus gros dégâts à l'ennemi qu'en réalité. Les Américains revendiquèrent la destruction de 70 appareils japonais malgré le fait que l'attaque japonaise n'avait été menée que par 42 appareils. Au total, les Japonais perdirent 25 appareils et la plupart des équipages ne furent pas récupérés. De leur côté, les Japonais pensaient avoir sévèrement endommagé les deux porte-avions américains au lieu d'un seul. Les Américains perdirent six appareils et la plus grande partie de leurs pilotes fut secourue.
Même si l'USS Enterprise avait été sévèrement endommagé et était en feu, les équipes de réparation étaient parvenu à faire en sorte que les opérations de vol puissent reprendre à 17 h 46, une heure après la fin des combats. À 18 h 5, l'escadrille de l'USS Saratoga se posa sans problèmes à son retour de l'attaque du Ryūjō. La seconde vague japonaise approcha des porte-avions américains à 18 h 15 mais elle fut incapable de localiser la formation américaine à cause de problèmes de communication et elle dut revenir à ses navires sans avoir mené son attaque ; cinq appareils furent perdus à la suite d'incidents opérationnels. La plupart des appareils américains lancés juste avant l'arrivée des avions japonais ne trouvèrent aucune cible. Néanmoins, cinq Grumman TBF Avenger de l'USS Saratoga repérèrent la flotte de Kondo et attaquèrent le transport d'hydravions Chitose. Le navire désarmé fut frôlé par deux bombes qui causèrent néanmoins de gros dégâts. L'aviation américaine se posa à Henderson Field ou retourna à ses porte-avions après le crépuscule. Les navires américains se retirèrent au sud pour s'éloigner des navires de guerre japonais en approche. Les flottes d'Abe et de Kondo naviguaient à toute vitesse vers le sud pour engager au canon le groupe aéronaval américain mais ils firent demi-tour vers minuit sans avoir aperçu les navires américains. Le groupe aéronaval japonais avait perdu de nombreux appareils dans l'affrontement et comme il manquait de carburant, il se retira vers le nord.

### 25 août
Considérant que les porte-avions américains étaient trop endommagés pour continuer le combat, le convoi de renforts de Tanaka continua en direction de Guadalcanal et à 8 h le 25 août, il se trouvait à 240 km de sa destination. À ce moment, le convoi fut rejoint par cinq destroyers qui avaient bombardé Henderson Field la nuit précédente et avaient causé des dégâts légers. À 8 h 15, 18 appareils américains basés à Henderson Field attaquèrent le convoi japonais et causèrent de sévères dégâts au Jintsu, tuèrent 24 marins et firent perdre connaissance à Tanaka. Le transport de troupes Kinryu Maru fut aussi touché et il coula peu après. Le destroyer Mutsuki qui s'était rapproché du Kinryu Maru pour récupérer les survivants fut attaqué par des B-17 américains de la base d'Espiritu Santo. Cinq bombes tombèrent sur ou à proximité du navire qui coula immédiatement. Tanaka, choqué mais indemne, monta à bord du destroyer Kagerō, renvoya le Jintsu à Truk et mit le cap sur les îles Shortland.
Les Américains et les Japonais choisirent de retirer complètement leurs navires de guerre de la zone. Les forces navales japonaises restèrent quelque temps dans les Salomon du nord, hors de portée des appareils américains basés à Henderson Field, avant de retourner à Truk le 5 septembre.

## Conséquences

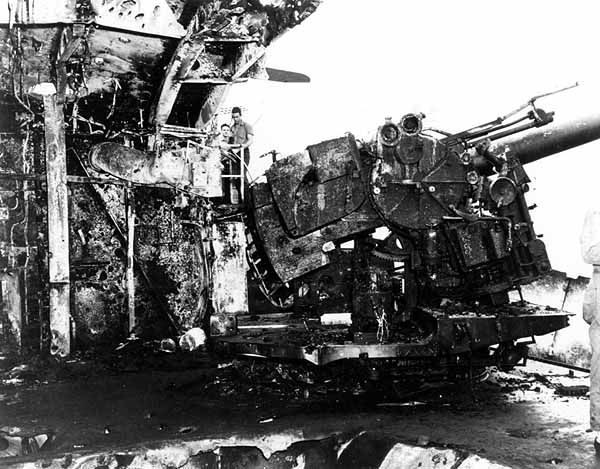
Le canon de 127 mm carbonisé de l'USS Enterprise photographié après la bataille.

La bataille est généralement vue comme une victoire tactique et stratégique américaine car les Japonais perdirent plus de navires, d'appareils et de pilotes et l'arrivée des renforts japonais à Guadalcanal fut retardée. Pour résumer la signification de la bataille, l'historien Richard B. Frank avance :

« La bataille des Salomon orientales fut sans aucun doute une victoire américaine mais ses conséquences à long terme furent assez limitées à part dans la réduction du groupe de pilotes expérimentés japonais. Les renforts japonais qui ne pouvaient être convoyés par des transports lents arriveraient bientôt à Guadalcanal par d'autres moyens. »

Les Américains ne perdirent que 7 pilotes dans la bataille contre 61 pour les Japonais. Le Japon avait du mal à former de nouveaux pilotes et la disparition de ces vétérans fut un coup dur. Les troupes du convoi de Tanaka furent ensuite embarquées à bord de destroyers dans les îles Shortland, sans leur équipement lourd, en direction de Guadalcanal à partir du 29 août 1942. La propagande japonaise revendiqua avoir remporté une grande victoire et avança que le porte-avion USS Hornet (qui n'avait même pas participé à la bataille) avait été coulé, vengeant ainsi le raid de Doolittle.
Le 28 août à 110 km au nord de Guadalcanal, dans le détroit de Nouvelle Géorgie, une opération de renforcement séparée fut tentée par les Japonais pour reprendre le contrôle stratégique de Henderson Field; dans cette opération le destroyer japonais Asagiri fut coulé et deux autres destroyers furent sévèrement endommagés  par des appareils américains basés à Henderson Field. La bataille pour l'île s'engagea dans une impasse de deux mois, ponctuée par une intense bataille terrestre pour la côte Edson le 13 septembre et par la bataille navale du cap Espérance au début du mois d'octobre.
L'USS Enterprise se rendit à Pearl Harbor pour recevoir d'importantes réparations qui furent achevées le 15 octobre 1942. Il revint dans le Pacifique Sud le 24 octobre, juste à temps pour la bataille des îles Santa Cruz où il retrouva le Shōkaku et le Zuikaku.